# الجائزة العالمية للرواية العربية (2017)
الجائزة العالمية للرواية العربية لعام 2017، هي الدورة العاشرة من الجائزة العالمية للرواية العربية، أعلن عن قائمتها الطويلة في 16 يناير 2017، والقائمة القصيرة في 16 فبراير 2017، وذلك بعد قراءة ومناقشة مستفيضة لقائمة طويلة من الروايات المشاركة، التي زادت على 186 رواية منشورة باللغة العربية، ينتمي كتابها إلى 19 بلدًا عربيًا، ومنحت الجائزة في 25 أبريل 2017، لرواية موت صغير للروائي السعودي محمد حسن علوان.

## تفاصيل
أُعلن في يوم الخميس 16 فبراير 2017، عن القائمة القصيرة للروايات المرشّحة لنيل الجائزة في دورتها العاشرة. اشتملت القائمة على ست روايات، بمواضيع مختلفة: النكبة والتطهير العرقي في فلسطين، سيرة خاصة لبن العربي، سيرة فنّان وجانب من جوانب الاحتلال الأمريكي للعراق، جانب من جوانب الحرب الإيرانية العراقية، تاريخ العبودية في بلد من البلدان العربية، ورواية نقد سياسي تتناول حقوق الإنسان في مصر ونظام المحاكمات والسجن هناك.
يُشار إلى أن القائمة القصيرة للروايات الست، قد اُختيرت من بين الروايات الستة عشرة للقائمة الطويلة والتي كانت أُعلنت في يناير 2017، وهي القائمة التي اُختيرت من 186 رواية مرشحة للجائزة من 19 بلدًا، تم نشرها في الفترة ما بين تموز/يوليو 2015 وحزيران/يونيو 2016. ومن بين الروائيين الـ16 الذين وصلت أعمالهم إلى القائمة الطويلة ثمة العديد من الأسماء المألوفة، من بينهم ثلاثة سبق أن وصلوا إلى القائمة القصيرة للجائزة، هم: العراقي سنان أنطون، والسوداني أمير تاج السر، والسعودي محمد حسن علوان. وإلى جانب هؤلاء هناك خمسة آخرون سبق أن وصلت أعمالهم إلى القائمة الطويلة، هم: الكويتي إسماعيل فهد إسماعيل، والمغربي عبد الكريم جويطي، واللبنانيان رينيه الحايك وإلياس خوري، والمصري محمد عبد النبي. ويمثل المدرجون على القائمة عشرة بلدان على امتداد رقعة العالم العربي، وتتراوح أعمارهم ما بين 37 و76 عامًا. وقد اختيرت الروايات من قبل لجنة تحكيم مكونة من خمسة أعضاء برئاسة الروائية الفلسطينية سحر خليفة، والتي وصفت القائمة الطويلة بأنّها «تضم تنوعًا كبيرًا في الموضوعات والعوالم الروائية، فمنها التاريخي ومنها السياسي والاجتماعي والفنتازي»، مضيفة: أن «الروايات بمجملها تعبر عما يدور في العالم العربي من تفاعلات وصراعات وانتكاسات وأيضا آمال وأحلام». وتم الإعلان عن اسم الرواية الفائزة في 27 أبريل (موت صغير) في احتفال أقيم عشية افتتاح معرض أبوظبي الدولي للكتاب. وقد ضمّت القائمة الطويلة والقصيرة، الروايات التالية:
|  | منحت الجائزة في تاريخ: 25 أبريل، 2017 أعلنت القائمة القصيرة: 16 فبراير، 2017 سبق لهم الوصول للقائمة القصيرة: أديب واحد متوسط عمر أدباء القائمة القصيرة: - أعلنت القائمة الطويلة: 16 يناير، 2017 سبق لهم الوصول للقائمة الطويلة: 8 (منهم:3 وصلوا القصيرة) الكتّاب يتوزّعون على: 11 بلدًا (القصيرة: ستة بلدان) متوسط عمر أدباء القائمة الطويلة: - إجمالي الروايات المرشحة للجائزة: 186 (19 بلدًا) | موت صغير ( لمحمد حسن علوان) |  | المكان: أبوظبي الإمارات العربية المتحدة الحضور: - رئيس لجنة التحكيم: سحر خليفة |  |

| القائمة الطويلة: |                    |                  |  |
|                  |                    |                  |  |
|                  | أيام التراب        | زهير الهيتي      |  |
|                  | باولو              | يوسف رخا         |  |
|                  | سفاستيكا           | علي غدير         |  |
|                  | سنة الراديو        | رينيه الحايك     |  |
|                  | غرفة واحدة لا تكفي | سلطان العميمي    |  |
|                  | فهرس               | سنان أنطون       |  |
|                  | مذبحة الفلاسفة     | تيسير خلف        |  |
|                  | المغاربة           | عبد الكريم جويطي |  |
|                  | منتجع الساحرات     | أمير تاج السر    |  |
|                  | هوت ماروك          | ياسين عدنان      |  |

| القائمة القصيرة |                         |                     |  |
|                 |                         |                     |  |
|                 | أولاد الغيتو - اسمي آدم | إلياس خوري          |  |
|                 | زرايب العبيد            | نجوى بن شتوان       |  |
|                 | السبيليات               | إسماعيل فهد إسماعيل |  |
|                 | في غرفة العنكبوت        | محمد عبد النبي      |  |
|                 | مقتل بائع الكتب         | سعد محمد رحيم       |  |
|                 | موت صغير                | محمد حسن علوان      |  |

|  | أعضاء لجنة التحكيم: سحر الموجي * | سحر خليفة (رئيس لجنة التحكيم) * | صالح علماني * | صوفيا فاسالو * | فاطمة سالم الحاجي |